# Piotrkowskie Towarzystwo Fotograficzne Fcztery
Piotrkowskie Towarzystwo Fotograficzne Fcztery – polskie stowarzyszenie fotograficzne utworzone w 1993, powstałe na bazie Agencji Foto-Video-Print Abrakan.

## Historia
Piotrkowskie Towarzystwo Fotograficzne Fcztery powstało 17 grudnia 1993, z inicjatywy czterech pasjonatów fotografii – Czesława Abratkiewicza, Jerzego Kańskiego, Dariusza Łaskiego, Jacka Szewczyka. Na początku działalności stowarzyszenie zorganizowało doroczną wystawę fotografii członków PTF. W 1996, przy współpracy z Zespołem Nadpilicznych Parków Krajobrazowych oraz Wydziałem Kultury i Sportu Urzędu Wojewódzkiego w Piotrkowie Trybunalskim – PTF było organizatorem Ogólnopolskiego Pleneru Fotograficznego. Członkowie PTF aktywnie uczestniczyli w wydarzeniach fotograficznych Piotrkowa Trybunalskiego, uczestnicząc między innymi w pracach jury konkursów fotograficznych, publikując fotografie w lokalnej oraz ogólnopolskiej prasie (m.in. fotograficznej), prezentując fotografie na ekspozycjach fotograficznych. Stowarzyszenie współpracowało z fotografami oraz stowarzyszeniami fotograficznymi z sąsiednich województw. Informacje o działalności PTF publikowano w lokalnej prasie – m.in. w Tygodniku Piotrkowskim, Tygodniu Trybunalskim, Piotrkowskim Informatorze Kulturalnym. W latach 1996–1999 stowarzyszenie współpracowało z Towarzystwem Fotograficznym im. Edmunda Osterloffa w Radomsku. 
W 1999 zawieszono działalność Piotrkowskiego Towarzystwa Fotograficznego Fcztery. W 2005 wznowiono działalność stowarzyszenia, które w listopadzie 2005 zarejestrowano w Krajowym Rejestrze Sądowym.

## Działalność
Statutowym celem działalności Piotrkowskiego Towarzystwa Fotograficznego Fcztery jest upowszechnianie fotografii, sztuki fotograficznej oraz promocja miasta Piotrkowa Trybunalskiego. PTF prowadzi działalność wystawienniczą – jest m.in. organizatorem wystaw fotograficznych; dorocznych, indywidualnych, zbiorowych, poplenerowych (m.in. członków stowarzyszenia). Jest organizatorem wielu plenerów fotograficznych (m.in. w ramach projektu Międzynarodowych, Plenerowych Spotkań Fotograficznych Wschód – Zachód), prelekcji, spotkań, szkoleń, warsztatów fotograficznych. Stowarzyszenie dysponuje własną siedzibą przy Placu Czarnieckiego w Piotrkowie Trybunalskim. Fotografowie związani z PTF – Czesław Abratkiewicz i Dariusz Łaski zostali członkami Związku Polskich Artystów Fotografików oraz Fotoklubu Rzeczypospolitej Polskiej. Piotrkowskie Towarzystwo Fotograficzne Fcztery było członkiem zbiorowym Fotoklubu Rzeczypospolitej Polskiej Stowarzyszenia Twórców.

## Zarząd
- Przemysław Kurowski
- Tomasz Lenarczyk
- Sławomir Mielczarek
- Jacek Szewczyk
- Marcin Wężyk

Źródło